# خط طول 53° شرق
خط طول 53° شرق هو أحد خطوط الطول الجغرافية، والتي تمتد من القطب الشمالي الجغرافي إلى القطب الجنوبي الجغرافي، وحسب التحويل الزمني يتقدم خط طول 53° شرق عن خط غرينتش بـ3 ساعات و32 دقيقة.

## من القطب إلى القطب
ينطلق خط طول 53° شرق من القطب الشمالي نحو القطب الجنوبي مرورا بالمناطق التي ترد في الجدول التالي:
| الإحداثيات                         | البلد أو الإقليم أو البحر | ملاحظات                                                                                              |
| ---------------------------------- | ------------------------- | --- |
| 90°0′N 53°0′E / 90.000°N 53.000°E  | المحيط المتجمد الشمالي    | |
| 80°23′N 53°0′E / 80.383°N 53.000°E | روسيا                     | جزيرة هوكر, أرخبيل فرنسوا جوزيف                                                                      |
| 80°8′N 53°0′E / 80.133°N 53.000°E  | بحر بارنتس                | |
| 72°53′N 53°0′E / 72.883°N 53.000°E | روسيا                     | جزيرة يوجني و Mezhdusharskiy Island, نوفايا زيمليا                                                   |
| 71°0′N 53°0′E / 71.000°N 53.000°E  | بحر بارنتس                | بحر بيتشورا                                                                                          |
| 68°47′N 53°0′E / 68.783°N 53.000°E | روسيا                     | |
| 51°29′N 53°0′E / 51.483°N 53.000°E | كازاخستان                 | |
| 42°7′N 53°0′E / 42.117°N 53.000°E  | تركمانستان                | مرورا عبر the خليج قره بوغاز كول lake                                                                |
| 40°0′N 53°0′E / 40.000°N 53.000°E  | بحر قزوين                 | Krasnovodsk Gulf                                                                                     |
| 39°49′N 53°0′E / 39.817°N 53.000°E | تركمانستان                | An island                                                                                            |
| 39°47′N 53°0′E / 39.783°N 53.000°E | بحر قزوين                 | مرورا بغرب the جزيرة Ogurja Ada, تركمانستان                                                          |
| 36°47′N 53°0′E / 36.783°N 53.000°E | إيران                     | |
| 27°7′N 53°0′E / 27.117°N 53.000°E  | الخليج العربي             | |
| 24°8′N 53°0′E / 24.133°N 53.000°E  | الإمارات العربية المتحدة  | Emirate of إمارة أبوظبي                                                                              |
| 22°53′N 53°0′E / 22.883°N 53.000°E | السعودية                  | |
| 19°20′N 53°0′E / 19.333°N 53.000°E | عُمان                      | |
| 16°53′N 53°0′E / 16.883°N 53.000°E | اليمن                     | |
| 16°37′N 53°0′E / 16.617°N 53.000°E | المحيط الهندي             | خليج عدن                                                                                             |
| 12°10′N 53°0′E / 12.167°N 53.000°E | اليمن                     | جزيرة سمحة                                                                                           |
| 12°9′N 53°0′E / 12.150°N 53.000°E  | المحيط الهندي             | مرورا عبر the Amirante Islands, سيشل                                                                 |
| 60°0′S 53°0′E / 60.000°S 53.000°E  | المحيط الجنوبي            | |
| 65°56′S 53°0′E / 65.933°S 53.000°E | القارة القطبية الجنوبية   | الإقليم الأسترالي في القارة القطبية الجنوبية, المطالب الإقليمية بالقارة القطبية الجنوبية by أستراليا |